# Fritz Weaver
Fritz William Weaver (n. 19 ianuarie 1926, Pittsburgh, Pennsylvania, SUA – d. 26 noiembrie 2016, New York City, New York, SUA) a fost un actor american de televiziune, teatru și film. Acesta l-a interpretat pe Dr. Josef Weiss în miniseria dramatică Holocaust⁠(d) din 1978, fiind nominalizat pentru rolul său la Premiile Primetime Emmy⁠(d). Pe marele ecran, acesta a debutat în filmul Decizie limită (1964) și a avut roluri în Maratonistul⁠(d) (1976), Creepshow (1982) și Aventură în doi (1999). În televiziune, acesta a apărut în filmul The Legend of Lizzie Borden⁠(d) (1975), Zona Crepusculară, 'Way Out⁠(d), Night Gallery, Dosarele X, The Martian Chronicles⁠(d) și Sămânța demonului.

## Biografie
Weaver s-a născut pe 19 ianuarie 1926 în Pittsburgh, Pennsylvania, fiul lui Elsa W. Weaver (născută Stringaro) și al lui John Carson Weaver. Mama lui sa era de origine italiană, iar tatăl său era asistent social din Pittsburgh, cu rădăcini americane. Fratele său a fost desenatorul Robert Weaver, iar sora sa mai mică directorul artistic⁠(d) Mary Dodson⁠(d).
Weaver a studiat la Fanny Edel Falk Laboratory School⁠(d) din cadrul  Universității din Pittsburgh în copilărie, iar apoi la Liceul Peabody⁠(d). A lucrat în progamul Civilian Public Service⁠(d) în calitate de obiector de conștiință în timpul celui de-Al Doilea Război Mondial.

## Cariera
După război, Weaver a lucrat la diferite locuri de muncă înainte să devină actor la începutul anilor 1950. Primul său rol a venit în 1956 într-un episod din serialul The United States Steel Hour⁠(d). Weaver a continuat să joace în producții de televiziune în următoarele patru decenii. În 1969, a apărut în rolul lui Hebron Grant, un mormon căsătorit cu două femei, în episodul „A Passage of Saints” al serialului The Big Valley⁠(d). De asemenea, a apărut în mai multe episoade din Mission Impossible⁠(d).
A apărut în filmele de televiziune Holocaust (1978) și The Legend of Lizzie Borden (1975). A obținut o nominalizare la Premiul Emmy pentru primul, însă Michael Moriarty⁠(d), colegul său de platou, l-a câștigat.
Weaver a câștigat premiul Tony pentru cel mai bun actor într-o piesă de teatu⁠(d) și premiul Drama Desk pentru interpretare remarcabilă din piesa de pe Broadway Child's Play⁠(d) (1970).Alte roluri pe Broadway includ The Chalk Garden⁠(d) (nominalizat la Tony și câștigat Premiul Theatre World), All American⁠(d), Baker Street⁠(d), Absurd Person Singular⁠(d), „The Price”, Love Letters⁠(d) și The Crucible⁠(d). A apărut în piesa off-Broadway Burnt Piano la Teatrul HB Playwrights și cu Uta Hagen⁠(d) într-o adaptare pentru televiziune a piesei lui The World of Carl Sandburg de Norman Corwin⁠(d).
Weaver a apărut și în lungmetraje, cu precădere în roluri secundare: Decizie limită (1964; un colonel instabil al Forțelor Aeriene ale Statelor Unite, rușinat de părinții săi alcoolici), Maratonistul (1976; un profesor care îl consiliază pe protagonist), Duminica neagră (1977; un agent al FBI), Creepshow (1982; un om de știință care descoperă un monstru) și în remake-ul Aventură în doi (1999). Alte roluri de film includ Ziua delfinului (1973), Sămânța demonului (1977), O combinație dură⁠(d) (1978) și Profesionistul puterii⁠(d) (1986). Începând din 1995, Weaver a lucrat în principal ca actor de voce⁠(d), fiind naratorul programele de pe History Channel. După ce a apărut de trei ori în serialul Lege și ordine⁠(d) în 2005, Weaver a luat „decizie secretă de a se retrage”.
În 2010, Weaver a fost inclus în American Theatre Hall of Fame⁠(d). La scurt timp după aceea, a revenit din nou pe marele ecran cu un rol cameo necreditat în Rocker Hit: Ochi pentru ochi⁠(d) (2011), fiind vocea tatălui decedat al protagonistului. A continuat să apară în roluri secundare în filmul de televiziune Muhammad Ali's Greatest Fight⁠(d) (2013) și în filmele Nu vom avea niciodata Parisul⁠(d) (2014), O zi în pantofii altcuiva⁠(d) (2014) și The Congressman⁠(d) (2016).

## Viața personală și moartea
Prima sa căsătorie s-a încheiat cu divorț. A doua căsătorie a lui Weaver a fost cu actrița Rochelle Oliver⁠(d) în 1997. A murit la domiciliul său din New York, New York, pe 26 noiembrie 2016 la vârsta de 90 de ani.

## Filmografie

### Filme
- To Trap a Spy (1964) – Andrew Vulcan (scene de arhivă)
- Fail Safe (1964) – Colonel Cascio
- The Borgia Stick (1967) – Anderson
- The Maltese Bippy (1969) – Mischa Ravenswood
- A Walk in the Spring Rain (1970) – Roger Meredith
- The Day of the Dolphin (1973) – Harold DeMilo
- The Legend of Lizzie Borden (1975) – Andrew Borden
- Marathon Man (1976) – Professor Biesenthal
- Black Sunday (1977) – Corley
- Demon Seed (1977) – Alex Harris
- Captains Courageous (1977) – Harvey Cheyne Sr.
- The Big Fix (1978) – Oscar Procari Sr.
- Martian Chronicles (1980) – Father Peregrine
- Nightkill (1980) – Herbert Childs
- Jaws of Satan (1981) – Father Tom Farrow
- Creepshow (1982) – Dexter Stanley (segmentul „The Crate")
- Power (1986) – Wallace Furman
- The Thomas Crown Affair (1999) – John Reynolds
- This Must Be the Place (2011) – Tatăl lui Cheyenne (voce)
- Muhammad Ali's Greatest Fight (2013) – Hugo Black
- We'll Never Have Paris (2014) – Phillipe
- The Cobbler (2014) – Mr. Solomon
- The Congressman (2016) – Harlan Lantier (rol de film final)

### Televiziune
- Beyond This Place (1957) – Charlie Castle
- Way Out (1961, Episodul: „William and Mary") – Dr. Landy
- The Twilight Zone (1961, Episoadele: „Third from the Sun" / „The Obsolete Man") – William Sturka / Cancelarul
- The Asphalt Jungle (1961) – Victor Vanda
- Dr. Kildare (1963) – Arthur Hobler
- The Man from U.N.C.L.E. (1964) – Andrew Vulcan
- Twelve O'Clock High (1964) – Colonelul Peter Raff
- Rawhide (1964) – Jonathan Damon
- The Fugitive (1966, Sezonul 3 Episodul 28 „A Taste of Tomorrow") – Joe Tucker
- Combat! (1966) – Majorul Chaplain Ernest Miller
- Gunsmoke (1967) – Marshal Burl Masters
- The Invaders (1967, Episodul 30 „The Captive”) – Peter Borke
- The Big Valley (1967–1969) – Hebron Grant / Burke Jordan
- Cannon (1971) – "The Nowhere Man" - Leo Kern
- Night Gallery (1971) – Dr. Mazi (segmentul „A Question of Fear")
- Mission: Impossible (1966–1971) – George Berlinger / Emil Skarbeck / Erik Hagar / Imre Rogosh
- Mannix (1968–1973) – William Avery / Dr. Cameron McKenzie
- Kung Fu (1974) – Hillquist
- Great Performances (1974) – Creon (Antigone)
- The New Land (1974, Episodul: „The Word is: Giving" – nedifuzat)
- The Streets Of San Francisco (1975) – Ted Whitlock
- The New Adventures of Wonder Woman (1977) – Dr. Solano
- Holocaust (1978) – Dr. Josef Weiss
- Hawaii Five-O (1979) – Dr. Harvey Danworth
- The Martian Chronicles (1980) – Părintele Peregrine
- Magnum, P.I. (1980) – Captainul J. Cooly, USN
- Don't Eat the Pictures (1983) – Osiris
- Tales from the Darkside (Episoadele: „Comet Watch" (1986), „Inside the Closet" (1984)) – Sir Edmund Halley / Dr. Fenner
- Murder, She Wrote (1984–1987) – Paris Inspector Hugues Panassié / Edwin Dupont / Judge Lambert
- The Twilight Zone (1985, Episodul 13; segmentul "The Star") – Părintele Matthew Karsighan
- Dream West (1986) – Senatorul Thomas Hart Benton
- I'll Take Manhattan (1987) – Mr. Amberville
- Friday the 13th: The Series (1989, „The Prophecies") – Asteroth
- Matlock (1989) – Pastor James Hubert
- All My Children (1992) – Hugo Marick
- Star Trek: Deep Space Nine (1994, S2:E25 „Tribunal") – Kovat
- The X-Files (1996) – Senator Albert Sorenson
- Frasier (1998) – Sir Trevor Ainsley
- Law & Order (1991–2005) – Nathan Fogg / Larry Weber / Philip Woodleigh